# 1978 na literatura

## Eventos
- 19 de Junho - Publica-se pela primeira vez a tira de quadrinhos Garfield, do cartunista norte-americano Jim Davis.
- Frederik Pohl conquista o Prémio Hugo com Gateway.

## Nascimentos
| Data          | Nome              | Profissão                     | Nacionalidade | Observações | Ref |
| ------------- | ----------------- | ----------------------------- | ------------- | ----------- | --- |
| 04 de agosto  | João Paulo Cuenca | escritor e colunista cultural | Brasil        | J.P. Cuenca |     |
| 16 de outubro | Helder Caldeira   | escritor e colunista político | Brasil        |             |     |
| ?             | Leandro Narloch   | jornalista e escritor         | Brasil        |             |     |

## Mortes
| Data            | Nome                | Profissão        | Nacionalidade | Observações | Ref |
| --------------- | ------------------- | ---------------- | ------------- | ----------- | --- |
| 3 de fevereiro  | Otto Maria Carpeaux | crítico          | Brasil        | n. 1900     |     |
| 20 de fevereiro | Vitorino Nemésio    | escritor         | Portugal      | n. 1901     |     |
| 8 de agosto     | Ruy Belo            | poeta e ensaísta | Portugal      | n. 1933     |     |

## Prémios literários
- Nobel de Literatura - Isaac Bashevis Singer.[1]
- Prémio Machado de Assis - Carolina Nabuco
- Prémio Hans Christian Andersen  - Paula Fox